# Apalis des Taita
Apalis fuscigularis
Espèce
Statut de conservation UICN

 CR B2ab(iii,v) : 
En danger critique
L'Apalis des Taita (Apalis fuscigularis) est une espèce de passereaux appartenant à la famille des Cisticolidae.

## Répartition et habitats
Cette espèce est endémique au Kenya. Apalis fuscigularis habite les montagnes humides tropicales et subtropicales.

## Conservation
L'espèce est menacée par la perte de son habitat.